# Kaskadör
En kaskadör är en komiskt arbetande akrobat som låtsas falla handlöst till marken. Det är den första varianten av stuntmän som reste runt som underhållare och cirkusartister. Ordet kommer från franskans cascadeur.